# Markus Maria Jansen
Markus Maria Jansen (* 4. März 1957 in Hamburg) ist ein deutscher Musiker. Er spielt bei M. Walking on the Water und bei Jansen und Collielectric.

## Jugend
Markus Maria Jansen wurde 1957 in Hamburg geboren. In seiner Jugend war er fußballerisch beim Regionalligisten HSV Barmbek-Uhlenhorst und Concordia Hamburg aktiv. Neben der Schule arbeitete Jansen in einem Plattenladen und ließ sich mit Vinylplatten bezahlen. Nach dem Abitur wollte er Kunst studieren.
Anfang der achtziger Jahre  studierte Jansen dann 17 Semester Grafik an der Fachhochschule Niederrhein.
Seine musikalische Laufbahn begann in Kleve. Dort lernte er Michael Pelzer kennen, mit dem er später in verschiedenen Musikprojekten und Bands zusammenarbeitete: Die sechs Richtigen, Panne, Mariannes Gedanken und beim Theaterprojekt Theatre du Pain.

## Der Durchbruch mit M. Walking On The Water
1985 gründeten Jansen und Pelzer in Krefeld die Band M. Walking on the Water. Die Band nannte ihren Musikstil Short-Distance-Psycho-Folk. So war von Beginn an das Akkordeon ein wichtiges Erkennungsmerkmal ihrer Musik. 1987 gewann die Band das 'Ruhr-Rock-Festival'. Ihre erste, in ein Wassercover verpackte, Single erschien in Eigenregie. „Party In The Cemetery“ wurde zum ersten Indie-Hit von M. Walking on the Water. Ihr erstes Album M. Walking On The Water erschien 1988 beim Bremer Label Fuego und entwickelte sich zu einer der bis dahin erfolgreichsten Independent-Platten. Bis 1997 veröffentlichte M. Walking On The Water ca. 10 Alben, 2 Minialben und diverse Singles. Nach 12 Jahren trennte sich die Band im Jahre 1997 offiziell, wurde jedoch nie für aufgelöst erklärt.
1986 trat er beim Anti-WAAhnsinns-Festival gegen die geplante Wiederaufarbeitungsanlage Wackersdorf auf die Bühne.
2008 standen M. Walking On The Water wieder auf der Bühne. Im Januar 2011 erschien dann das Album Flowers For The Departed, das die Band auf einer Tournee im März und April 2011 vorstellte.

## Schräg-Pop mit Jansen
1998 gründete Jansen die Band Jansen. Vor der Veröffentlichung des Debütalbums steuerte Jansen die Musik für den Film Erntezeit von Stefan Schneider bei. Im September 1998 wurde Jansen in dem Fachblatt Musikmagazin als Gruppe des Monats vorgestellt. Die 2001 veröffentlichte Maxi „Himmel“ wurde von Sven Regener von Element of Crime produziert, der auch als Gastmusiker bei einigen Konzerten in der Krefelder Rotlichtszene dabei war.
2004 veröffentlichte Jansen die CD „Für 10 Euro nasse Hunde“, die auch zum selben Preis verkauft wurde. Analog dazu erschien im gleichen Jahr die DVD für „15 Euro nasses Hundekino“.
Die Band Jansen arbeitete mehrfach mit dem Regisseur Kay Voges und spielte die Theatermusik live auf den Bühnen. Die gemeinsamen Projekte waren u. a. die Theateraufführungen „Werther in New York“, „Frühlingserwachen“, und „Iron John“.

## Collieelectric
Im Jahre 2006 gründete Markus Maria Jansen die Band „Collieelectric“. 2007 veröffentlichte die Band ihr Debüt-Album, auf dem sich unter anderem „Poison“, „Elysian“ und „Misery“ (M. Walking On The Water) und eine englische Version von „Himmel“ (Jansen) befinden. Ihre CD wurde Anfang Juni 2006 in einem Lokal in Krefeld vorgestellt.

## Sonstige Projekte
- 2004 produzierte Markus Maria Jansen das dritte Album „Nations“ von Paul James Berry (ehemaliger Gitarrist der The Rose Of Avalanche).
- 2007 stand Markus Maria Jansen wieder gemeinsam mit Mike Pelzer auf der Bühne: Orchestre du Pain = Theatre du Pain trifft M. Walking On The Water.
- 2007 arrangierte Markus Maria Jansen für das Rheinische Landestheater Neuss die Musik für das Parabelstück Der gute Mensch von Sezuan. Komponiert wurde die Musik von Paul Dessau. Darüber hinaus wirkte er als Schauspieler in diesem Stück mit.
- Ebenfalls im Auftrage des Rheinischen Landestheaters Neuss komponierte Markus Maria Jansen 2 Stücke für Homers Odyssee, bearbeitet von Ad de Bont.
- 2009: Alice – Expedition ins Wunderland, Musik Markus Maria Jansen, Schlosstheater Moers
- Am Theater Krefeld Mönchengladbach komponierte Markus Maria Jansen 2010 die Musik für das Stück “experiment. prisoner 819 did a bad thing” in der Inszenierung von Christoph Roos.
- 2011 machte er die Theatermusik für die Aufführungen „Buddenbrooks“ (Inszenierung Christoph Roos) und „Michael Kohlhaas“ (Inszenierung Christoph Roos), welche im Schauspiel Essen aufgeführt wurden.
- 2012 wird „Roberto Zucco“ (Inszenierung Christoph Roos) im Theater Krefeld/Mönchengladbach aufgeführt. Markus Maria Jansen schrieb die Musik.
- 2014 „Der Besuch der alten Dame“ von Friedrich Dürrenmatt (Inszenierung Christoph Roos) wird im Theater Krefeld/Mönchengladbach aufgeführt. (Komposition Markus Maria Jansen)

## Veröffentlichungen mit M. Walking on the Water

### Alben
- M. Walking On The Water (1988)
- Pluto (1989)
- Elysian (1991)
- Wood (1992)
- Split (1994)
- La Louisianne (1995)
- File (1997)
- Master Series (1998)
- Best M. (2001)
- Flowers For The Departed (2011)
- Dogma 13 (2018)
- Lov (2021)

### Mini-Alben
- The Waltz (1988)
- Pictures Of An Exhibitionist (1993)

### Singles
- Party In The Cemetery (1987)
- Adventures By Boat (1989)
- Poison (1991)
- Land Of Toys (1991)
- Island In The Sun (1992)
- Soulmouth (1992)
- Carpet Crawl(1993)
- Lovemachine (1994)
- Misery (1994)
- Easy (1995)
- She’s Lazy (1997)

## Veröffentlichungen mit der Band Jansen

### Alben
- Jansen (1998)
- Prepost (2001)
- Für 10 Euro nasse Hunde (2004)
- Die Unschuld der Gebäude (2018)

### Singles
- Himmel (2001)
- Müdigkeit (2001)
- Heute Nacht (2004)

### DVD
- Für 15 Euro nasses Hundekino (2004)

### Theatermusik
- Iron John – das Musical (2004)
- Alice (2008)

### Filmmusik
- Erntezeit (1997)

## Veröffentlichungen mit der Band Collieelectric

### Alben
- Collie/////electric (2007)

## Solo-Album von Markus Maria JANSEN
- Baby Beuys und die Rücksichtslosigkeit der Hasen (2020)

## Als Gastmusiker
- auf Breakfast in the Ruins von Central Europe Performance u. a. mit Harald Grosskopf und Mike Pelzer
- auf Nations von Paul James Berry
- auf Furiosef mit Manfred Heinen und Markus Türk